# Lhota u Příbramě

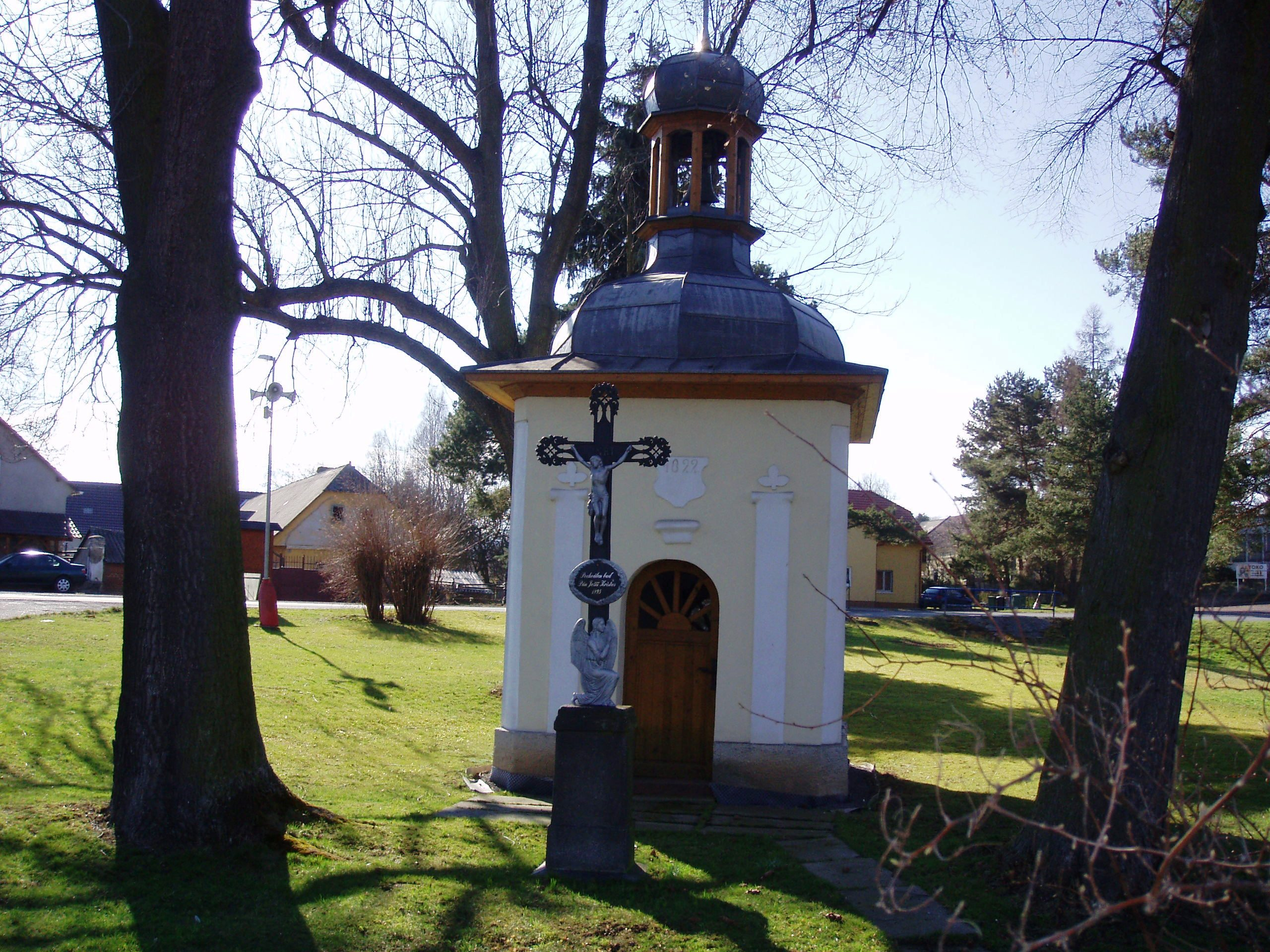
Kapelle und Kruzifix auf dem Dorfplatz

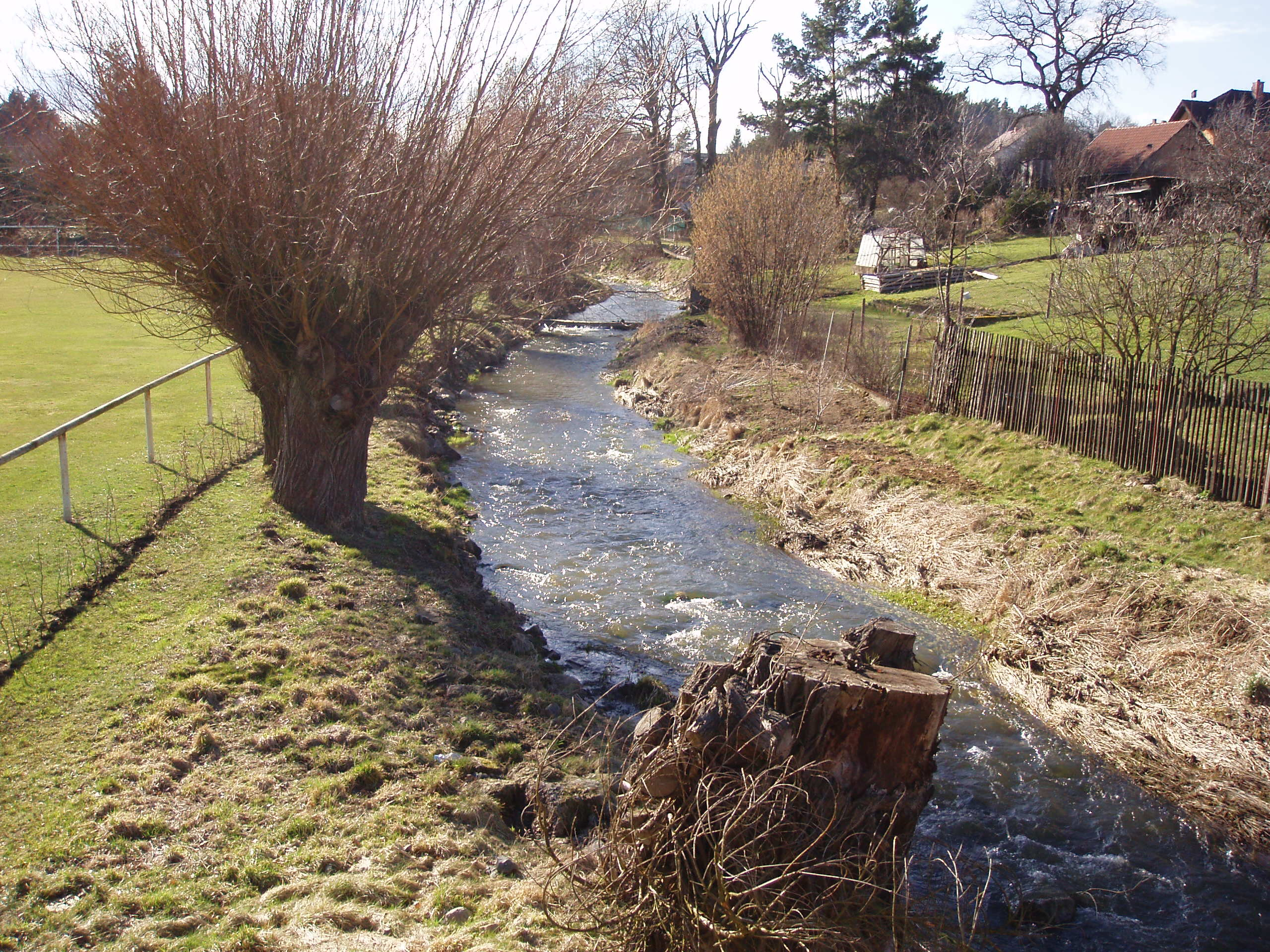
Čepkovský potok in Lhota u Příbramě

Lhota u Příbramě, bis 1947 Německá Lhota (deutsch Deutsch Lhota) ist eine Gemeinde in Tschechien. Sie liegt vier Kilometer nordwestlich des Stadtzentrums von Příbram und gehört zum Okres Příbram.

## Geographie
Lhota u Příbramě befindet sich in der Příbramská pahorkatina (Příbramer Hügelland). Das Dorf liegt linksseitig des Baches Obecnický potok bzw. Čepkovský potok, kurz vor dessen Mündung in die Litavka. Südlich des Dorfes liegt das Areal der Kovohutě Příbram. Nordöstlich erheben sich die Hůrka (535 m n. m.) und die Jalovčiny (519 m n. m.), im Südosten der Huťský lesík (541 m n. m.), südlich die Malá Dubová hora (570 m n. m.), im Südwesten die Dubová hora (627 m n. m.) und die Malá Třemošná (701 m n. m.), westlich der Čihadlo (511 m n. m.) sowie im Nordwesten der V Dubkově (547 m n. m.).
Nachbarorte sind Drahlín, Sádek und Hůrky im Norden, Bratkovice, Hluboš, Kardavec und Valcha im Nordosten, Drátovna, Trhové Dušníky, Škrtilka, Mikovcův Mlýn und Hutě im Osten, Příbram im Südosten, Nové Podlesí und Staré Podlesí im Süden, Oseč und Borek im Südwesten, Šachta und Obecnice im Westen sowie Malý Drahlín im Nordwesten.

## Geschichte
Die erste schriftliche Erwähnung von Německá Lhota erfolgte im Jahre 1292, als König Wenzel II. das Dorf dem neugegründeten Zisterzienserkloster Königsaal schenkte. Später, wahrscheinlich während der Hussitenkriege, gelangte das Dorf an weltliche Besitzer. Im 16. Jahrhundert erwarben die Herren Bechinie von Lazan Německá Lhota; der Zeitpunkt ist nicht mehr feststellbar, da die böhmischen Landtafeln 1541 beim Brand der Prager Burg verloren gingen. Im Zuge der Neufertigung der verbrannten  Landtafeln wurde Wenzel d. Ä. Bechinie von Lazan am 5. Mai 1556 als Besitzer der Feste Skorotín mit dem Dorf Líha einschließlich Kmetenhöfen, sowie Kmetenhöfen in Lhota Německá und dem Meierhof Občov mit einem Vorwerk und Kmetenhöfen eingeschrieben. Am 16. Oktober 1612 verkaufte die Witwe von Wenzel d. J. Bechinie von Lazan, Judith Bechinie von Předenice, die Feste und das Dorf Dušníky mit den Dörfern Občov, Líha und Lhota Německá für 27.000 Meißnische Schock an Ulrich Bechinie von Lazan und dessen Frau Anna Kokořovcová von Kokořov. Nach dem Tode von Ulrich Bechinie verkaufte dessen Witwe Anna 1623 den Besitz an den Prager Bürger Johann Werdemann. Dieser veräußerte das Gut Dušníky zwei Jahre später an Katharina Gräfin von Sulz, geborene Lobkowicz. Von deren Tochter kaufte 1644 Vladislav Chlumčanský von Přestavlk den Ort. Bis 1714 gehörte das Dorf zum Podbrder Kreis, danach wurde es Teil des Berauner Kreises. Von den Chlumčanský erwarb 1734 Wenzel de Bossi die Herrschaft Dušníky und verkaufte sie 1741 an die Stadt Příbram.
Im Jahre 1846 bestand Teutsch-Lhota bzw. Lhota německá aus insgesamt 46 Häusern mit 359 Einwohnern, darunter zwei jüdische Familien. Elf Häuser gehörten zur Herrschaft Dobřisch. Im Ort gab es ein Wirtshaus. Pfarrort war Přibram. Bis zur Mitte des 19. Jahrhunderts blieb Teutsch-Lhota als Teil der Příbramer Dorfschaften der Königlichen Silberbergstadt Přibram untertänig.
Nach der Aufhebung der Patrimonialherrschaften bildete Německá Lhota / Deutsch Lhota ab 1850 einen Ortsteil der Gemeinde Dušníky im Gerichtsbezirk Příbram. Ab 1868 gehörte das Dorf zum Bezirk Příbram. In den 1870er Jahren lösten sich Německá Lhota und Oseč von Dušníky los und bildeten die Gemeinde Německá Lhota. Ein Jahrzehnt danach wurde Oseč eigenständig. Im Jahre 1932 lebten in Německá Lhota 640 Personen. 1947 erfolgte die Umbenennung des Ortes in Lhota u Příbramě. Zu Beginn des Jahres 1980 wurde Lhota u Příbramě nach Příbram eingemeindet. Zwischen 1983 und 1990 führte der Ortsteil den Namen Lhota. Am 24. November 1990 löste sich Lhota von Příbram los und bildete eine eigene Gemeinde. Zum 1. April 1991 erfolgte eine Änderung des Gemeindenamens in Lhota u Příbramě.

## Bergbau und Industrie
In der Umgebung des Dorfes wurde früher Bergbau betrieben. Gewonnen wurden silberhaltige Bleierze sowie Eisenerz. Neben dem Bergbau und der Landwirtschaft war die im 14. Jahrhundert gegründete Příbramer Silber- und Bleihütte eine wesentliche Erwerbsquelle für die Bewohner von Lhota. Heute prägt der hohe Schornstein der Kovohutě Příbram im Tal der Litavka unterhalb des Dorfes das Ortsbild.

## Gemeindegliederung
Für die Gemeinde Lhota u Příbramě sind keine Ortsteile ausgewiesen. 

## Sehenswürdigkeiten
- Kapelle auf dem Dorfplatz, errichtet 1829
- Kruzifix vor der Kapelle